# ザクスカ
ザクスカ (Zacuscă、ルーマニア語発音: [zaˈkuskə]) は主にルーマニアで食される野菜で作ったスプレッドである。バルカン半島諸国などでもこれと似たスプレッドが食されている。

## 材料
焼きナス、タマネギのソテー、トマトペーストと焼いたピーマン（ルーマニアではゴガサリという）を混ぜて作る。好みによりキノコやニンジン、セロリを加えることもある。油や塩、コショウを加えて味を調え、スパイスとしてローリエを入れることもある。ルーマニアでは伝統的に各家庭で秋の収穫の際に大量にまとめて作り、瓶詰めなどにして使う。 

## 使い方
ザクスカは、パンに乗せたり塗ったりして食べるのが一般的である。数ヶ月ほど熟成させると味が良くなると言われているが、開封したら数日で使い切らなければならない。ルーマニアでは伝統的に各家庭で自家製のザクスカを保存食として常備しているが、市販品もある。アメリカ合衆国ではブルガリアや中東のメーカーで作られたザクスカを入手することができる。正教を信仰する国の多くで、大斎などで断食を行う際に肉や卵、乳製品の代わりにザクスカまたはこれに似たスプレッドを食べる。 

## 語源
ザクスカ (zacuscă) はロシア語のザクースキ同様にスラヴ語に由来し、「前菜」または「軽食」という意味である。 